# Litania
Litania (łac. 'litania' pochodzi z gr. słowa 'λιτανεία' błaganie od 'litē' prośba, modlitwa) – jedna z form modlitwy, używana w liturgii kościołów chrześcijańskich, wyrażająca błaganie czy też prośbę o pomoc Osób Boskich lub świętych. Może być odmawiana lub śpiewana. Charakteryzuje się tym, że na wezwanie osoby prowadzącej lud odpowiada jednakowo formą błagalną np. Kyrie eleison czy „Panie zmiłuj się”. W liturgii starochrześcijańskiej wezwania ograniczone były do trzykrotnego błagania o zmiłowanie Osób Boskich Kyrie eleison, Christe eleison, Kyrie eleison, które zazwyczaj odmawiane były przez diakona z wiernymi przed mszą świętą. W liturgiach niegreckich wezwań tych podobnie jak Amen i Alleluja nie tłumaczono na języki narodowe z szacunku do liturgii, z której się wywodzą. Pierwsi chrześcijanie w czasie Cesarstwa Rzymskiego zabezpieczali się przed jego demoniczną siłą wezwaniami o wstawiennictwo do aniołów i męczenników, a także do świętych, co dało początek litanii do wszystkich świętych, która od początku miała swój własny schemat błagań i wezwań.
W Kościele katolickim litanię często odmawia się przy wystawionym Najświętszym Sakramencie. Rozpoczyna się ją śpiewem ku czci Eucharystii, podczas którego kapłan wystawia Najświętszy Sakrament w monstrancji lub puszce, potem zwykle następuje okadzenie Najświętszego Sakramentu. Po tych czynnościach rozpoczyna się właściwa modlitwa zwana litanią. Po jej odmówieniu ponownie śpiewa się pieśń ku czci Eucharystii, najczęściej Przed tak wielkim Sakramentem, równocześnie kapłan może znów okadzić Najświętszy Sakrament. Po zakończeniu śpiewu wstaje i odmawia modlitwę, a następnie zakłada welon i błogosławi wiernych Najświętszym Sakramentem. Po błogosławieństwie kapłan chowa Najświętszy Sakrament do tabernakulum i razem z usługującymi ministrantami odchodzi do zakrystii.
Kościół katolicki zatwierdził i obdarzył odpustami 8 litanii, przeznaczonych do publicznego odmawiania: 
- Litania do Najświętszego Imienia Jezus;
- Litania do Najświętszego Serca Pana Jezusa;
- Litania do Najdroższej Krwi Chrystusa Pana;
- Litania do Chrystusa, Kapłana i Ofiary[3];
- Litania do Najświętszego Sakramentu[3];
- Litania loretańska do Najświętszej Maryi Panny;
- Litania do świętego Józefa;
- Litania do Wszystkich Świętych.

## Przykłady litanii
- Litania do Najświętszego Imienia Jezus (tekst)
- Litania do Najświętszego Serca Pana Jezusa (tekst)
- Litania do Najdroższej Krwi Chrystusa Pana
- Litania do Boga Ojca
- Litania do Miłosierdzia Bożego
- Litania do Ducha Świętego
- Litania loretańska (aktualna wersja litanii uwzględniająca zmiany z 2020 r.; tekst – starsza wersja)
- Litania do Niepokalanego Serca Maryi
- Litania do Matki Boskiej Piekarskiej
- Litania do św. Józefa (tekst)
- Litania do Wszystkich Świętych (tekst)
- Litania do św. Anny (tekst)
- Litania do św. Antoniego z Padwy (tekst)
- Litania do św. Faustyny
- Litania do św. Franciszka z Asyżu
- Litania do św. Marii Magdaleny
- Litania do Najświętszej Głowy Jezusa Chrystusa
- Litania o przywrócenie Królestwa Polskiego